# Glyptocolastes
Glyptocolastes is een geslacht van vliesvleugeligen in de familie van de schildwespen (Braconidae). De wetenschappelijke naam van het geslacht werd voor het eerst geldig gepubliceerd in 1900 door William Harris Ashmead.
De typesoort is Glyptocolastes texanus Ashmead. Dit was tot 1968 de enige soort in dit geslacht. Toen heeft Paul M. Marsh er een tweede aan toegevoegd, Glyptocolastes caryae wat een combinatio nova was voor Heterospilus caryae Ashmead, 1896.
Deze schildwespen komen voor in Noord-Amerika. Glyptocolastes texanus is een parasiet van Dendrobiella quadrispinosa (LeConte) en Glyptocolastes caryae is een parasiet van Scobicia bidentata (Horn).

## Nomenclatuur
In 1993 beschouwde Paul M. Marsh Doryctinus Roman, 1910 als een junior synoniem van Glyptocolastes. Doryctinus bevatte toen twee soorten, Doryctinus rugulosus (Cresson, 1872) en Doryctinus marshi Greenbaum, 1975. Hij duidde G. caryae tevens aan als synoniem van G. rugulosus en verplaatste D. marshi naar het geslacht Acrophasmus.
D.S.K. Yu et al. gaven in 2005 vier geldige soorten van Glyptocolastes aan: G. caryae (waarbij de synonymie met G. rugulosus over het hoofd werd gezien), G. marshi  (waarbij de verplaatsing naar Acrophasmus over het hoofd werd gezien), G. rugulosus en G. texanus.
In 2011 hebben Marsh en Robert R. Kula de status van Doryctinus en Glyptocolastes herzien. Ze hebben de synonymie opgeheven; Acrophasmus werd een synoniem van Doryctinus en Glyptocolastes had opnieuw twee geldige soorten, G. caryae en G. texanus.

## Soorten
- G. caryae (Ashmead, 1896)
- G. texanus (Ashmead, 1900)